# Лесбийка
Лесбийка е понятие, описващо хомосексуална жена или момиче. Може да се използва и във връзка със сексуалната идентичност и сексуалното поведение на една жена, дори и тя да не е хомосексуална, а да има друга сексуална ориентация. Лесбийка може да се нарича жена, която изпитва емоционално, интелектуално и/или сексуално влечение към жени.
Понятието „лесбийка“ като определящо жени с еднаква сексуална ориентация се развива през XX в. През вековете жените нямат толкова възможност да търсят еднополови връзки, колкото гей мъжете, заради ограничената си свобода и независимост. От друга страна обаче също не срещат и толкова жестоки наказания.

## Значение и етимология
Названието произхожда от името на гръцкия остров Лесбос. Смисълът, в който го разбираме днес, произтича от факта, че древногръцката поетеса Сафо (Σαπφώ), която е имала любовни увлечения и към двата пола (съдейки по нейната поезия, автобиографични бележки нямаме оставени или запазени) е била родена и живяла на острова през 6 век пр.н.е. От различни древни писания, историците са заключили, че група от млади жени са били оставени на опеката и възпитанието на Сафо, което вероятно означава, че тя е имала хомосексуални връзки с някои от тях, подобно на връзките, които възрастните мъже са имали с по-млади момчета в Древна Гърция. Друг термин произхождащ от Сафо e сафизъм, който назовава хомосексуалните отношения между жени.
В древността думата лесбийка е означавала по-скоро живущите на острова жени и това значение на думата се запазва и до днес, макар по-рядко да се използва точно в този смисъл. В самия старогръцки език, където изобщо се споменава за хомосексуални отношения между жени, тъй като това е рядко, думите за момичетата любовници на жени варират според различните автори, но не се използва никъде лесбийка или някаква друга вариация, с етимология от името на острова. Лесбийка, като термин за хомосексуална жена датира едва от 1890 в английски език, от където (или от френски през руски ) е била заета (калкирана) най-вероятно в български
По-конкретно думата лесбийка се е използвала, като обясняваща сексуалната практика трибадизъм, интерпретирайки я като „лесбийска любов“, а по-рано през 1870 в английски език е документирана употребата на думата lesbianism (лесбианизъм), като описание на еротични отношения между жени, като терминът е използван синонимично на сафистическа и сафизъм до началото на 20 век. Конкретно думата лесбийка влиза в употреба през 1925.
Други думи, някои от тях пренебрежителни, до началото на 20 век и малко по-късно, но непопулярни днес, са били мн.ч. трибати (англ. tribates) и англ. uranium (обикновено по-скоро за мъже: „женска психика в мъжко тяло“, но и за жени с обратния смисъл, нещо като еквивалент на „трети пол“), и за любов и сексуални актове между жени – англ. amor lesbicus (латински израз – лесбийска любов), urningism и tribadism (бълг. трибадизъм),  сафизъм.

## Лесбийките и темата за хомосексуалността при Платон
В Пирът Платон разказва за развитието на хората и говори, че те в началото били мъже, жени, андрогини, които били разделени на по две половини от боговете, половини, които след това се търсят. Андрогините били тези, които произвели хетеросексуалните мъж и жена, а за лесбийките казва:
„Жените, които са част и следствие от разсичането, разполовяването на някогашна жена, не обръщат внимание [сексуално] на мъжете и не се интересуват от тях, но се насочват повече към жените и имат женски привързаности, от този род произхождат жените, които събеседват, акомпанират и са приятелки на други жени." 
Тук в смисъла на събеседващи, акомпаниращи и приятелки се има предвид вероятно, това което е известно например за Сафо (и което вероятно според текста на Платон може да се съди, че е било характерно и за други), че е била заобиколена от млади жени.

## За лесбийките в литературата и киното
Лесбийска литература
Виж основна статия Романи за лесбийки в поп културата.
През средата на 50-те години, освен обичайната сензационна, т.е. булевардна литература (pulp-fiction) като уестърни, любовни романи и детективски романи се появяват подобни романи със съдържание, описващи връзки между жени. Макар целева група да са мъжете, много усамотени жени ги купуват, с желанието за сублимация. Поради липсата на всякаква друга литература по това време, тези романи се оказват моделиращи за имиджа и самоизграждането на лесбийките, които заимствали от изобразените героини.
Жените съпрузи
Хомоеротичните елементи в литературата са широко разпространени, особено на преобличането на един пол в друг, за да се заблуди неподозираща жени и тя да бъде съблазнена. Подобни сюжетни способи са използвани в „Дванадесета нощ“ на Шекспир (1601), „Кралицата на феите“ от Едмънд Спенсър (1590), и „Птица в кафез“ от Джеймс Шърли (1633). В действителност изключителни случаи на жени, вземащи си мъжка персона и неразпознати с години са записани (исторически) през Ренесанса.
Лесбийките майки
Филми, сериали и телевизия
Макар в много филми и телевизионни сериали да има героини, които са лесбийки, много малко са тези, в които главните героини са такива или които разказват за ЛГБТ общността. В това отношение единствено с широка популярност и сред хетеросексуалните, които го намират за вълнуващ със своите житейски и любовни истории, е сериалът „еЛ връзки“.
Сред телевизионните шоу предавания, водени от лесбийки, най-силно се откроява това на Елън Дедженеръс, наречено Шоуто на Елън (2001 – 2002), където гости са известни личности, а преди това и сериите Елън (1994 – 1998), като се има предвид, че официално Елън Дедженеръс се разкрива и признава като лесбийка през 1997 в шоуто на Опра Уинфри. Сериите Елън имат сериозно отражение върху културата на лесбийките.